# Districte de Les Andelys
El Districte de Les Andelys és un dels tres en què es divideix el departament de l'Eure, a la regió de la Normandia. Té 12 cantons i 175 municipis. El cap del districte és la sotsprefectura de Les Andelys.

## Cantons
cantó de Les Andelys - cantó d'Écos - cantó d'Étrépagny - cantó de Fleury-sur-Andelle - cantó de Gaillon - cantó de Gaillon-Campagne - cantó de Gisors - cantó de Louviers-Nord - cantó de Louviers-Sud - cantó de Lyons-la-Forêt - cantó de Pont-de-l'Arche - cantó de Val-de-Reuil